# Distretto di Mostaganem

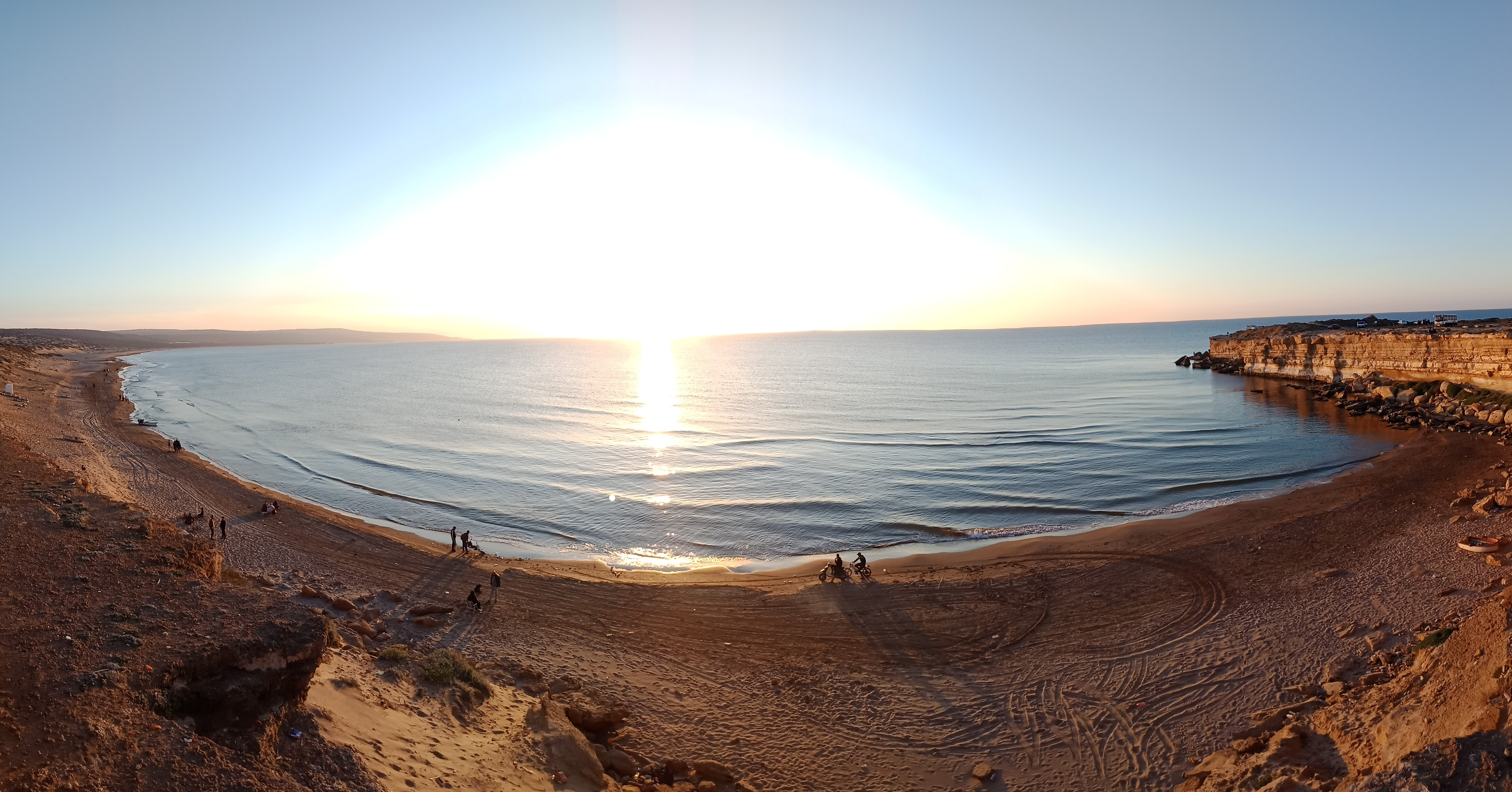
Spiaggia di Sidi Lakhdar.

Il distretto di Mostaganem è un distretto della Provincia di Mostaganem, in Algeria.

## Comuni
Il distretto di Mostaganem comprende 1 comune:
- Mostaganem